# Pascal Gentil
Pascal Gentil, född den 15 maj 1973 i Paris, är en fransk taekwondoutövare.
Han tog OS-brons i tungviktsklassen i samband med de olympiska taekwondo-turneringarna 2004 i Aten.